# Liberty City (Grand Theft Auto)
Liberty City är en fiktiv stad i nordöstra USA (baserad på New York) där Grand Theft Auto, Grand Theft Auto 3, GTA: Liberty City Stories, Grand Theft Auto: Chinatown Wars och Grand Theft Auto IV utspelar sig. 
I GTA 3 består staden av tre stadsdelar som öppnas upp för spelaren under spelets gång.
I GTA: San Andreas gör man ett uppdrag för Salvatore Leone där man åker till Liberty City för att döda Forellis. Efter detta uppdrag kan man komma dit på en rad hemliga sätt.
Stadens motto är "Worst place in America" (Värsta platsen i Amerika).